# Kota Bharu (district)
Kota Bharu is een district in de Maleisische deelstaat Kelantan.
Het district telt 491.000 inwoners op een oppervlakte van 490 km².